# Gelasimus tetragonon
Gelasimus tetragonon is een krabbensoort uit de familie van de Ocypodidae. De wetenschappelijke naam van de soort werd in 1790 gepubliceerd door Johann Friedrich Wilhelm Herbst.